# I'm So In Love With You
Pour les articles homonymes, voir Love.
 (novembre 2022).
Clip vidéo
[vidéo] « Duke Ellington - I'm So In Love With You », sur YouTube
I'm So In Love With You (Je suis tellement amoureux de toi, en anglais) est une chanson d'amour de jazz, écrite et composée par Duke Ellington et Irving Mills,, enregistrée en 1930 à New York chez RCA Victor. 

## Histoire

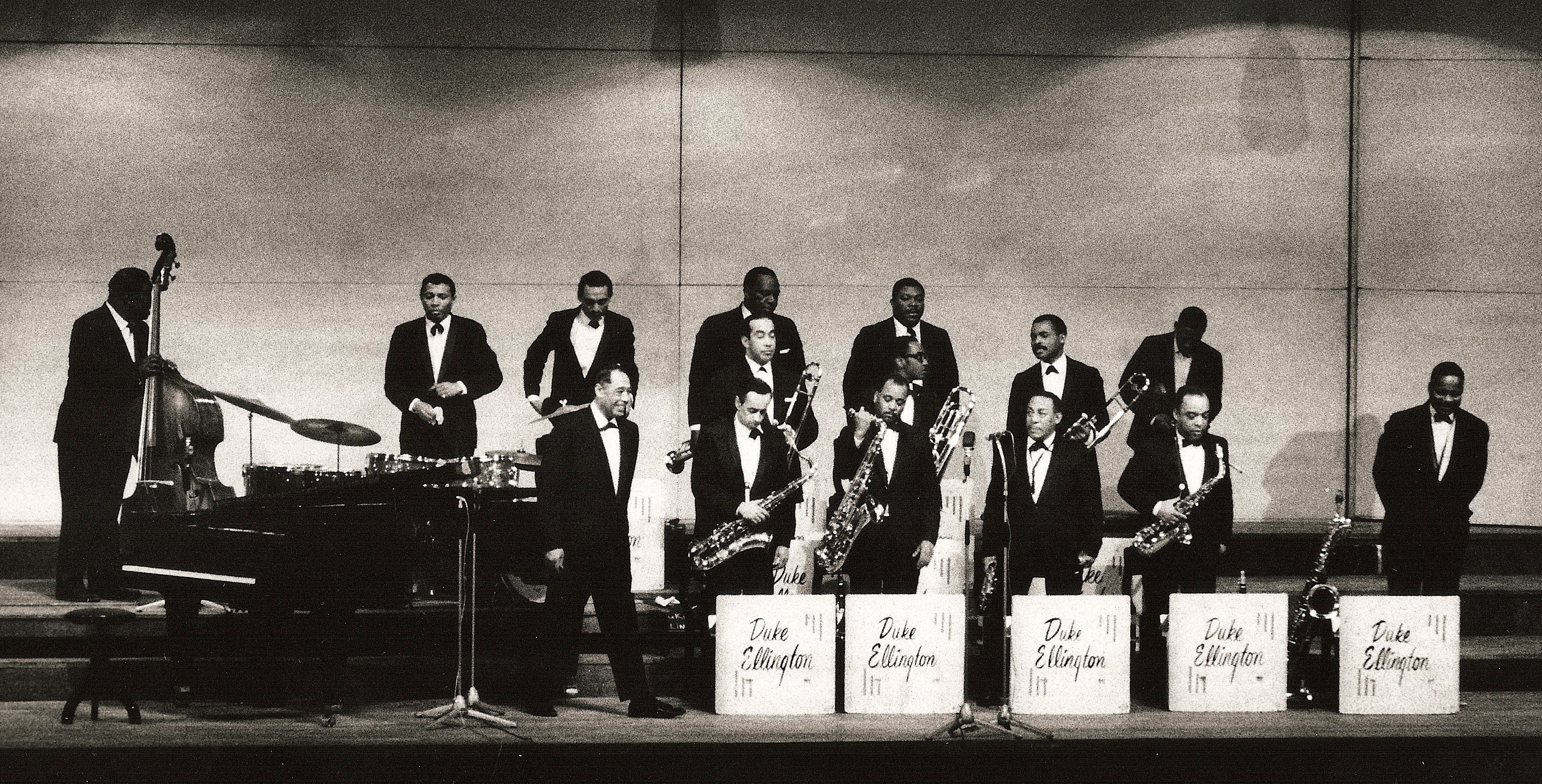
Duke Ellington et son orchestre big band swing-jazz, en 1963.

Duke Ellington compose ce titre de l'ère des big band jazz, au début de sa carrière, avec son partenaire Irving Mills, alors qu'il triomphe au club de jazz Cotton Club de Harlem de Manhattan à New York. Il l’enregistre en plusieurs versions, instrumentale et vocale, avec son « Cotton Club Orchestra », avec la voix de Billy Smith « Chaque nuit en rêve je te tiens dans mes bras, tes caresses de rêve m'apporte le bonheur..., sort de mon rêve, viens dans mes bras, car je suis tellement amoureux de toi... ».